# Šentštefan
Šentštefan (nemško St. Stefan) je naselje v Občini Velikovec v Okraju Velikovec na Koroškem v Avstriji.